# Cupid (Sam Cooke)
Cupid è un singolo del cantante statunitense Sam Cooke, pubblicato nel 1961 dalla RCA Records.

## Cover
Nel 2007 Amy Winehouse ha registrato una cover reggae di questo pezzo per l'edizione deluxe del suo secondo pluripremiato album Back to Black.